# Paarse schijnridderzwam
De paarse schijnridderzwam (Lepista nuda) is een algemeen voorkomende paddenstoel uit de familie Tricholomataceae. De soort lijkt op de paarssteelschijnridderzwam (Lepista personata), maar deze heeft een lichtgrijs-beige hoed. Een andere verwante soort is de vaalpaarse schijnridderzwam (Lepista sordida).

## Kenmerken

### Uiterlijke kenmerken
Hoed
De paarse schijnridderzwam heeft een blauwachtig lila tot bruine hoed, die naar de rand toe roze tinten vertoont en bij het opdrogen lichter van kleur wordt. De hoed heeft in jonge staat een vlakke tot gewelfde vorm, later vertoont de rand een golvend patroon. De hoedrand kan daarbij inscheuren. De hoed kan een diameter van 6 tot 12 centimeter bereiken. 
Steel
De steel is lila, wordt tot 2 tot 6 cm lang, 1 tot 2,5 cm dik en is bedekt met fijne vlokken of vezels. De voet is soms knotsvormig en sterk verbreed.
Lamellen
De lamellen zijn uitgebocht aan de steel gehecht (emarginate). Ze zijn paars en liggen dicht naast elkaar. 
Geur en smaak
Het vlees heeft een typische, zoet-aromatische geur en smaak. Bij jonge exemplaren is het vlees paars, later wordt het bleker.
Sporenprint
De sporenprint is lichtroze of roze-geel.

### Microscopische kenmerken
De elliptische en kleurloze sporen meten 6,5-8,5 × 4-5 µm. 

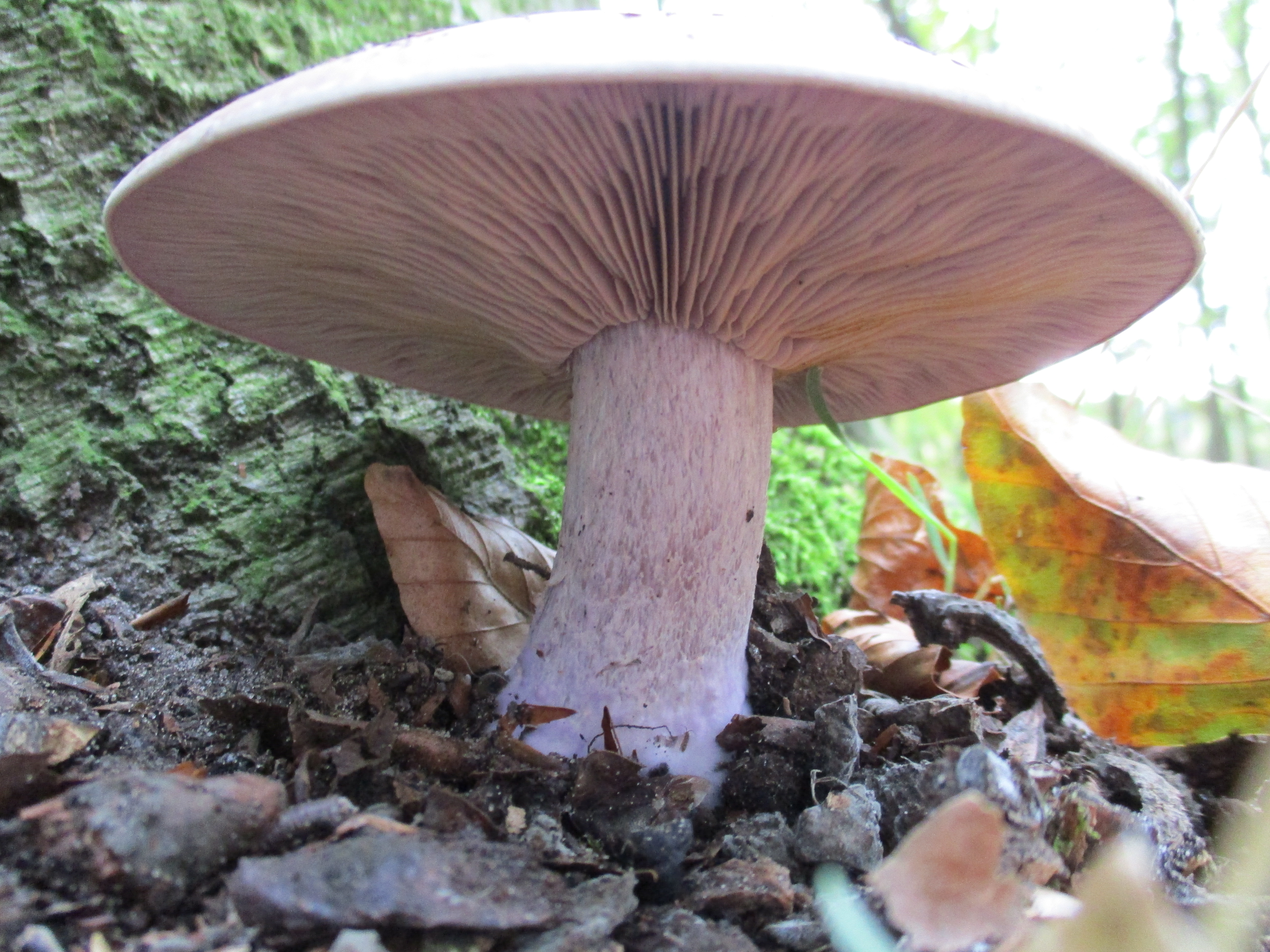
Onderkant van de zwam

## Eetbaarheid

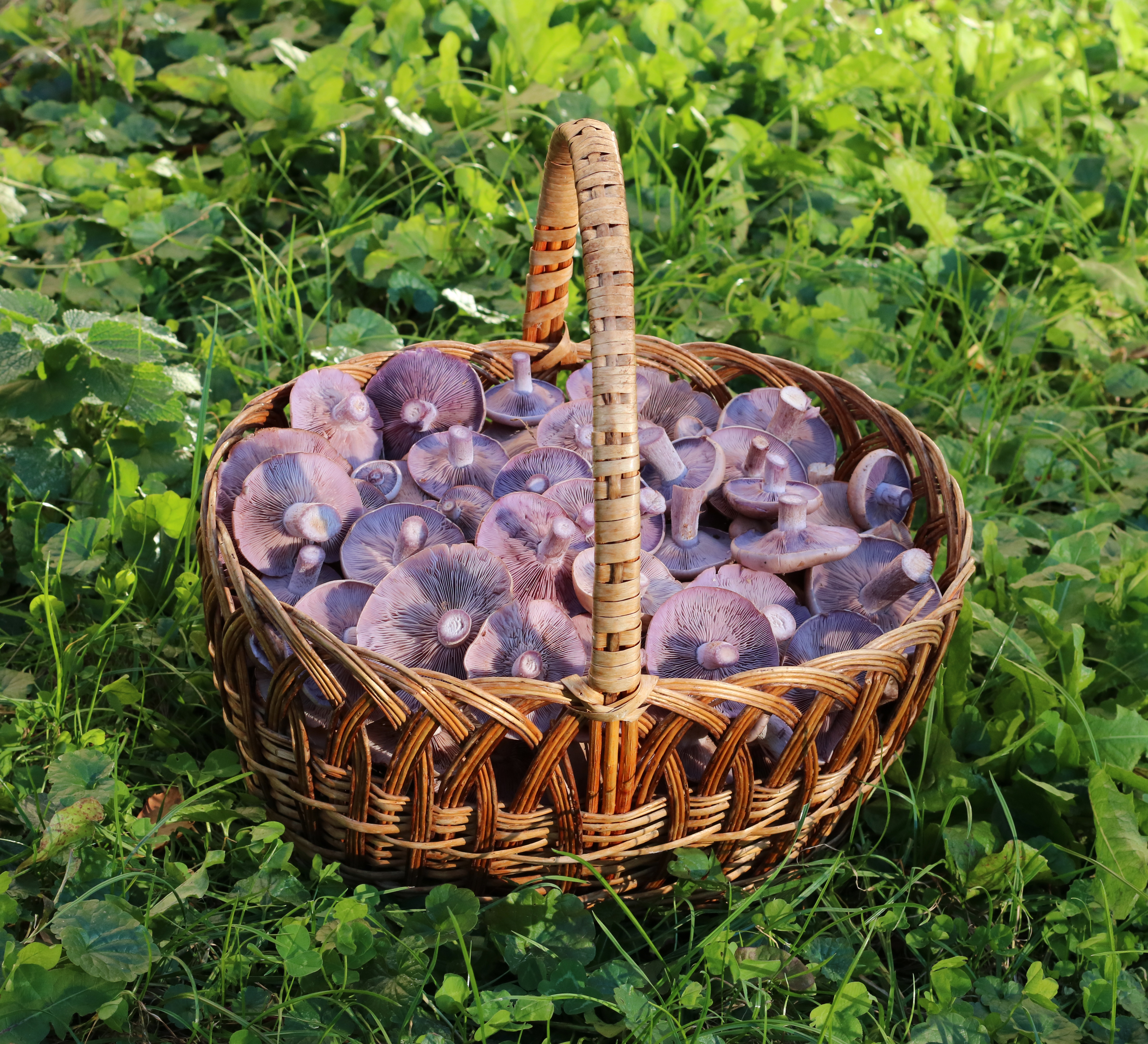

De paarse schijnridderzwam is eetbaar, maar kan bij individuen allergische reacties veroorzaken. Deze treden voornamelijk op wanneer de paddenstoel rauw wordt geconsumeerd. Een bijkomend gevolg van het rauw eten is indigestie. De soort bevat onder andere trehalose, een natuurlijk voorkomende suiker.

## Ecologie
De paarse schijnridderzwam groeit in de zomer en het najaar (september tot november) alleenstaand of in groepen (kan een heksenkring vormen) op een humusrijke of voedselrijke grond. De soort komt voor in loof- en naaldbossen en licht-beboste terreinen. Het is een typische saprofyt.

## Verspreiding
De paarse schijnridderzwam komt voor in Europa, Noord-Amerika en Australië.
In Nederland komt deze zwam algemeen voor. Hij staat niet op de rode lijst en is niet bedreigd.